# المجموعة الفردانية G
المجموعة الفردانية G أو G-M201 أو السُّلالة G، هي مجموعة فردانية بشريَّة ذكوريَّة وهو أحد الفرعين الذين جاؤوا من المجموعة الفردانية الأصلية GHIJK، والآخر هو HIJK. يُقدر الباحثين أن نشأة السُّلالة في مكانٍ ما من شرق الأناضول، أو المُنخفضات الأرمنيَّة أو غربي إيران.
تتواجد السلالة G بشكل شائع ومنتشر بين المجموعات العرقية المختلفة في القوقاز، ولكنها تنتشر أيضًا على نطاق واسع بترددات منخفضة بين مختلف المجموعات العرقية في جميع أنحاء أوروبا وجنوب آسيا وآسيا الوسطى وشمال إفريقيا.
بالنسبة إلى الفئات الفرعية الأكثر شيوعًا في المجموعة هي G1* (M285) والعديد من الفئات الفرعية من G2 (G-P287)، خاصة: G2a (P15)، G2a1 (G-FGC7535، G-L293 سابقًا)، G2a2b2a (G-P303) سابقًا G2a3b1) ; G2a2b1 (G-M406) سابقًا G2a3a؛ G2a2b2a1 (G-L140) سابقًا G2a3b1a؛ G2a2b2a1a1b (G-L497) سابقًا G2a3b1a2؛ G2a2b2a1a1a1 (G-L13) سابقًا G2a3b1a1a؛ G2a2b2a1a1c1a (G-CTS5990 أو G-Z1903) سابقًا G2a3b1a3؛ G2b (G-M3115) و؛ G2b1 (G-M377)، G2b سابقًا.

## أصول
تم اقتراح تواريخ ومواقع مختلفة لأصل G-M201، معظمها في غرب آسيا.
في عام 2012، نشرت ورقة بحثية كتبها الباحث سيري روتسي وآخرون. حيث اقترح قائلًا: "نحن نُقدِّر أن الأصل الجغرافي للمجموعة الفردانية G يقع في مكان ما بالقرب من شرق الأناضول أو أرمينيا أو غرب إيران."
بينما في السابق، حددت الجمعية الجغرافية الوطنية أصولها في الشرق الأوسط قبل 30 ألف سنة، وتفترض أن الأشخاص الذين يحملون المجموعة الفردانية شاركوا في انتشار العصر الحجري الحديث.
اقترحت ورقتان علميتان أيضًا أصلًا للمجموعة في الشرق الأوسط، مع اختلاف في التاريخ. سيمينو وآخرون عام (2000) اقترح منذ 17000 سنة. بينما اقترح سينيوغلو وآخرون عام (2004) أن الطفرة حدثت قبل 9500 سنة فقط.
كما تم ذكر أصل أكثر شرقي، ويعتقد البعض أنه نشأ في منطقة الشرق الأوسط بالقرب من سفوح جبال الهيمالايا.

## الترتيب
G* (M201)
- G1 (م285، م342)
  - G1a (P20.1، P20.2، P20.3)
    - G1a1 (L201، L202، L203)

  - G1b (L830، L831، L832، L834، L835)
- G2 (ص287)
  - G2a (P15، U5، L31/S149، L149)
    - G2a1 (L293 ^ )
      - G2a1a (P16.1، P16.2)
        - G2a1a1 (P18.1، P18.2، P18.3)

    - G2a2 (L223 ^ )
      - G2a2a (M286)
      - G2a2b (L91)
        - G2a2b1 (L166، L167)

    - G2a3 (L30/S126، L32/S148، L190/M485)
      - G2a3a (M406)
        - G2a3a1 (L14/Page57/S130/U16، L90/S133)
        - G2a3a2 (L645)

      - G2a3b (L141.1)
        - G2a3b1 (P303/S135)
          - G2a3b1a (L140)
            - G2a3b1a1 (U1)
              - G2a3b1a1a (L13/S131/U13، L78/M527)
                - G2a3b1a1a1 (L1263 ^ )

              - G2a3b1a1b (L1266 ^ )
                - G2a3b1a1b1 (L1264 ^ ، L1265 ^ ، L1268 ^ )

            - G2a3b1a2 (L497، L353.1 ^ ، L353.2 ^ )
              - G2a3b1a2a (Z725 ^ )
                - G2a3b1a2a1 (L43/S147)
                  - G2a3b1a2a1a (L42/S146)

            - G2a3b1a3 (Z1903 ^ )
              - G2a3b1a3a (Z724 ^ )
                - G2a3b1a3a1 (L640)

            - G2a3b1a4 (L660، L662)

          - G2a3b1b (L694)

        - G2a3b2 (L177.1، L177.2، L177.3)

  - G2b (M377، L72، L183)
    - G2b1 (M283)

(تتوافق الفئات الفرعية من السلالة مع تعريفات Y-DNA SNP المستخدمة من قبل ISOGG في عام 2012، وقد تمت إزالة العديد من الفئات الموجودة في رجل واحد فقط في الدراسات البحثية من شجرة ISOGG مما تسبب في إعادة التسمية.)

## التوزيع الجغرافي

### وجود ما قبل التاريخ
تم التعرف على المجموعة G2a (G-P15) في البقايا البشرية من العصر الحجري الحديث في أوروبا والتي يعود تاريخها إلى ما بين 5000 و3000 قبل الميلاد. كان هؤلاء الأوروبيون من العصر الحجري الحديث من نسل مزارعي العصر الحجري الحديث من الأناضول، وكانوا من بين أوائل الشعوب في العالم التي مارست الزراعة. عُثِر على G-M201 أيضًا في مواقع الأناضول من العصر الحجري الحديث مثل Boncuklu الذي يعود تاريخه إلى 8300-7600 قبل الميلاد، وبارسين الذي يعود تاريخه إلى 6419-6238 قبل الميلاد.
علاوة على ذلك، فإن غالبية الهياكل العظمية الذكورية من العصر الحجري الحديث الأوروبي قد أنتجت حتى الآن Y-DNA ينتمي إلى هذه المجموعة الفردانية. عُثِر على أقدم الهياكل العظمية التي أكد اختبار الحمض النووي القديم أنها تحمل المجموعة الفردانية G2a، في موقع دفن كهف أفيلانر، بالقرب من لاس بلاناس، في كاتالونيا بإسبانيا، وقد تم تأريخها بواسطة الكربون المشع إلى حوالي 5000 قبل الميلاد.
يبدو أن الهيكل العظمي الذي عُثِر عليه في مقبرة العصر الحجري الحديث المعروفة باسم ديرينبورغ ميرينشتايغ الثاني، في ولاية ساكسونيا أنهالت الألمانية، ينتمي إلى G2a3 (G-S126) أو فئة فرعية. حيث عُثِر عليه مع قطع أثرية مدفونة تنتمي إلى Linearbandkeramische Kultur (" ثقافة السيراميك ذات النطاق الخطي"، LBK). لا يمكن تأريخ هذا الهيكل العظمي عن طريق التأريخ بالكربون المشع، ولكن تم تأريخ الهياكل العظمية الأخرى هناك إلى ما بين 5100 و6100 سنة. كانت طفرة SNP الأكثر تفصيلاً التي تم تحديدها هي S126 (L30)، والتي تحدد G2a3.
عُثِر على الفرع G2a أيضًا في 20 عينة من أصل 22 من Y-DNA القديم من قرية تريلس، وهو موقع نوعي لمجموعة مزارعي العصر الحجري الحديث المتأخر في جنوب فرنسا، والذي يعود تاريخه إلى حوالي 5 آلاف عام مضت. الموقع الرابع أيضًا من نفس الفترة هو أوتزتال في جبال الألب حيث تم اكتشاف بقايا رجل الجليد المحنط أوتزي. ينتمي أوتزي الشهير إلى المجموعة الفردانية G2a2b  (والتي كانت تسمى سابقًا G2a4).
بينما تعتبر المجموعة الفردانية G2a2b، نادرة اليوم في أوروبا. وقد أشار مؤلفو الدراسة الإسبانية إلى أن رجال أفيلانير لديهم قيم علامات نادرة في اختبار علامات التكرار الترادفي القصير (STR).

### الحضور الحديث
في روسيا وأوكرانيا وآسيا الوسطى، يمتلك أفراد الأقليات العرقية المختلفة و/أو المقيمين في مناطق معينة منها لسلالة G-M201 وذلك بأعلى مستوياته في العالم - على الرغم من أن متوسط المعدل على المستوى الوطني يبلغ حوالي 1% أو أقل. وجد أن قبيلتي ماجار وأرجين في كازاخستان تمتلك أعلى مستويات السلالة G-M201 بين أي مجموعة عرقية حديثة. ومن بين العينات، عُثِر على المجموعة G1 بمعدل 87%. بينما وجدت دراسة منفصلة أجريت على قبيلة الأرجين أن 71% من الذكور ينتمون إلى G1. في شمال القوقاز الروسي، يتميز سكان القبرديُّون والأوسيتيُّون أيضًا بمعدلات عالية من G-M201. وقد وُجدت أعلى تكتُّل في ديغورا، في أوسيتيا الشمالية، حيث أن لديها أعلى تركيز معروف لـ G في مدينة واحدة، كما أن 74% من الرجال الذين تم اختبارهم كانوا من G. عُثِر على المجموعة الفردانية G في أقصى الشرق مثل شمال الصين بنسب صغيرة حيث يمكن أن يصل G إلى نسب أكبر في الأقليات مثل الأويغور.
في تركيا وجنوب القوقاز وإيران، تصل المجموعة الفردانية G إلى أعلى نسبة مئوية من السكان الوطنيين. بين الذكور الأتراك 11% من السكان هم G. في إيران، تصل المجموعة الفردانية G إلى 13 إلى 15% من السكان في أجزاء مختلفة من البلاد. وبينما توجد بنسب أعلى من 10% بين البختياريين والطاليش والجيلاكي والمازندراني والأذريين الإيرانيين، فإنها تقترب من 5% بين العرب الإيرانيين وفي بعض المدن الكبيرة. من بين العينات الموجودة في قاعدة بيانات YHRD من دول جنوب القوقاز، يبدو أن 29% من العينات من أبازينيا و31% من جورجيا و18% من أذربيجان و11% من أرمينيا هي عينات من النوع G.
في أوروبا غرب البحر الأسود، توجد المجموعة الفردانية G في حوالي 5% من السكان في المتوسط في معظم أنحاء القارة. ويقل تركيز الـG عن هذا المتوسط في الدول الإسكندنافية، وجمهوريات الاتحاد السوفييتي السابقة الواقعة في أقصى الغرب، وبولندا، وكذلك في أيسلندا والجزر البريطانية. هناك جيوب تبدو ذات تركيزات غير عادية داخل أوروبا.
في ويلز البريطانية، يهيمن هناك نوع G2a3b1 المميز (DYS388=13 وDYS594=11) ويدفع نسبة G من السكان إلى أعلى مما هي عليه في إنجلترا.
في ولاية تيرول غرب النمسا، يمكن أن تصل نسبة G-M201 إلى 40% أو أكثر؛ ولعل المثال الأكثر شهرة هو البقايا القديمة لما يسمى "رجل الثلج"، أوتزي، وذلك في المناطق الشمالية والمرتفعات من جزيرة سردينيا قبالة غرب إيطاليا، تصل نسب G إلى 11% من السكان في إحدى الدراسات ووصلت إلى 21% في بلدة تيمبيو في دراسة أخرى. في جزيرة كريت اليونانية، ينتمي ما يقرب من 7% إلى 11%  من الذكور إلى المجموعة الفردانية G. وفي شمال شرق كرواتيا، في بلدة أوسيجيك، عُثِر على G في 14% من الذكور. تقع المدينة على ضفاف نهر درافا، والذي يبدأ بصورة ملحوظة في منطقة تيرول/تيرول في جبال الألب، وهي منطقة أخرى تركز على المجموعة الفردانية G في أوروبا.
وفي أقصى الشمال، وجد أن 8% من الذكور من العرق المجري و5.1% من الذكور من العرق البوهيمي (التشيكي) ينتمون إلى المجموعة الفردانية G.
في جنوب آسيا، المجموعة الفردانية G نادرة. تمتلكها بعض الأقليات العرقية بتركيزات كبيرة، بما في ذلك حوالي 18%  إلى 20%  من الكلاش، وحوالي 16% من براهوي ،  وحوالي 11.5% من البشتون في العينة،  ولكنها تظهر فقط في حوالي 3% من إجمالي سكان باكستان. في دراسة أجريت على 936 هنديًا، شكلت المجموعة الفردانية G أقل من 1% من العينة وكانت غائبة تمامًا في سكان شمال غرب الهند الذين تم اختبارهم. تم الإبلاغ عن حوالي 6% من العينات المأخوذة من سريلانكا وماليزيا على أنها المجموعة الفردانية G، ولكن لم يُعثَر على أي منها في الأراضي الساحلية الأخرى للمحيط الهندي أو المحيط الهادئ في آسيا. تم وصف G-M201 بأنها "غائبة فعليًا" في الهند، مع اعتبار الفئة الفرعية G2a-P15 على وجه الخصوص غير ذات أهمية.
في الشرق الأوسط، تمثل المجموعة الفردانية G حوالي 3% من السكان في جميع المناطق تقريبًا. بين الدروز ومعظمهم من سكان إسرائيل، عُثِر على 10% من المجموعة الفردانية G.
حوالي 10% من الذكور اليهود هم هابلوغروب G.[بحاجة لمصدر]
في أفريقيا، نادرًا ما توجد المجموعة الفردانية G في جنوب الصحراء الكبرى أو جنوب القرن الأفريقي بين السكان الأصليين. وفي مصر، قدمت الدراسات معلومات تربط نسبة الـ G هناك بما يتراوح بين 2% و9%. عُثِر على 3% من العينات لدى البربر في شمال إفريقيا ليكونوا من المجموعة الفردانية G. عُثِر على 2% من المغاربة العرب و 0.8% من المغاربة البربر أيضًا على أنهم من المجموعة الفردانية G.
في الأمريكتين، تتوافق نسبة المجموعة الفردانية G مع أعداد الأشخاص من دول العالم القديم الذين هاجروا. فلم يتم إيجاد السُّلالة بين الأمريكيين الأصليين إلا في حالة حدوث تزاوج مع أشخاص غير أصليين. وقد عُثِر عليه في المستيزو المكسيكي.

## (M285 أو M342) G1
يمتلك جميع أفراد المجموعة الفردانية جي1 تقريبًا قيمة 12 عند علامة التكرار الترادفي القصير (STR) DYS392 وسيكون لديهم جميعًا طفرة M285 أو M342 شكل من النوكليوتيدات المُفردة التي تميز هذه المجموعة. هذه القيمة 12 غير شائعة في فئات G الأخرى غير G1.
توجد الفئات الفرعية من G1a وG1a1 وG1b.
أعلى تركيز تم الإبلاغ عنه لـ G1 وفئاته الفرعية في بلد واحد موجود في إيران، مع التركيزات التالية الأكثر شيوعًا في البلدان المجاورة إلى الغرب.
هناك فئات فرعية تم إيجادها لدى اليهود الأشكناز والكازاخستانيين بناءً على مجموعات قيمة علامة STR.

## G2 (P287)
الرجال الذين ينتمون إلى هذه المجموعة من هذه السلالة، يتم اعتبارهم سلبيون لجميع الفئات الفرعية G2 حيث يمثلون عددًا صغيرًا من رجال المجموعة الفردانية G. تم التعرف على المجموعة P287 في جامعة أريزونا وأصبح معروفًا على نطاق واسع في أواخر عام 2007. تسبب تحديده في إعادة تسمية كبيرة للفئات G.

### G2a (P15)
هم من رجال المجموعة الفردانية G الذين ينتمون إلى هذه المجموعة، ولكن نتائجهم سلبية لجميع الفئات الفرعية G2a، وهم غير شائعين في أوروبا ولكن قد يمثلون مجموعة كبيرة في المناطق التي لم يتم اختبارها بشكل جيد حتى الآن شرق تركيا. تم التعرف على P15 في جامعة أريزونا وأصبح معروفًا على نطاق واسع بحلول عام 2002. موقع الكروموسوم الخاص به مدرج بـ 21653414. عُثِر على G2a في بقايا العصور الوسطى في مقبرة عالية المستوى تعود للقرن السابع الميلادي في إرجولدينج، بافاريا، ألمانيا، ولكن لم يتم اختبار الفئات الفرعية G2a.
هناك العديد من SNPs التي تتمتع حتى الآن بنفس التغطية مثل P15. وهي - مع مواقع كروموسوم واي المصاحبة - U5 (rs2178500)، L149 (8486380) وL31 (وتسمى أيضًا S149) (rs35617575..12538148). يعتبر الباحثون أنه إذا كانت نتيجة اختبار أي رجل لديه طفرة P15 سلبية (أسلافه) لأي من هذه أو العكس، فإن هذه النتيجة ستكون أساس فئة G2a الجديدة.

### G2a1 (FGC7535)
تمثل المجموعة G2a1 (والمعروفة أيضًا باسم G-FGC753 وسابقًا باسم G-L293) وكذلك فئاتها الفرعية، غالبية عينات المجموعة الفردانية G في بعض أجزاء منطقة جبال القوقاز ولا يُعثَر عليها إلا بأعداد صغيرة في أماكن أخرى. حتى الآن، جميع الأشخاص G2a1 لديهم قيمة 10 عند علامة التكرارات المترادفة القصيرة DYS392. عادةً ما يكون لدى الأشخاص G2a1a أيضًا قيم أعلى لـ DYS385b، مثل 16 أو 17 أو 18، مقارنة بمعظم الأشخاص من G.
ينتمي الأوسيتيون الشماليون في منطقة منتصف شمال القوقاز في روسيا بأغلبية ساحقة إلى الفئة G2a1 بناءً على العينات المتوفرة والتي تم تحليلها. كما يوجد في أوسيتيا الجنوبية والسفان عمومًا جنوب أوسيتيا الشمالية عدد كبير من الأشخاص من الفئة G2a1، لكن النسب المئوية للسكان لم يتم توفيرها بعد.
إن وجود طفرة SNP P18 هو ما يميز الفئة الفرعية الوحيدة لـ G2a1a. كما تم التشكيك في موثوقية كل من P16 وP18 في تحديد كل فرد في كل فئة من هذه الفئات ويجب فحص المكونات الفردية لـ SNP.
يشكل اليهود الأشكناز المنتمين إلى المجموعة G2a1a من أصل شمال شرق أوروبا مجموعة متميزة بناءً على قيم علامة STR. بينما يشكل الرجال من القوقاز والرجال من أوروبا الشرقية أيضًا مجموعات STR مميزة.

### G2a2a (PF3147)
يتميز G-PF3147 (سابقًا G-L223 وG-PF3146) بوجود طفرة L223. عُثِر على L223 على كروموسوم Y عند rs810801 و6405148 مع طفرة من C إلى G. تم التعرف على L223 لأول مرة في عينات في 23andMe في عام 2009 ولكن ثبت أنه يمثل مشكلة كاختبار فردي، وتم الإبلاغ عن أول نتائج ناجحة في شركة فاميلي تري المُتخصصة في عُلوم الأصُول البشريَّة في أواخر عام 2011. تحت علامة L223 المخصصة لها. وقد علم بعد ذلك أن عدة فئات فرعية تنتمي إلى L223، بما في ذلك:
تم التعرف على المجموعة والفئة الفرعية G-L91 في عام 2009. ومن بين أعضائها "أوتزي" الملقب برجل الثلج، والذي توفي قبل 5000 عام على الأقل في جبال الألب الأوروبية. يبدو أن G-L91 يشمل نسبة كبيرة من الرجال الذين ينتمون إلى G. L91 موجود حتى الآن في أجزاء متفرقة من أوروبا وشمال أفريقيا وفي أرمينيا. ويوجد ضمن G-L91 بعض الرجال ذوي القيم المزدوجة لعلامة STR DYS19، ولكن هناك أيضًا رجال G2a2 بهذه النتيجة وليسوا L91+. لا يتم رؤية حالة القيمة 19 المزدوجة في الفئتين الفرعيتين G2a1 وG2a3. عُثِر على طفرة L91 عند 21327383 وrs35474563 على الكروموسوم Y. التمهيدي الأمامي هو GTATTGAACTTACAATTCACGTCCC ، والعكس هو CTCTCCAAATCGGGTTTCCT . تتضمن الطفرة تغييرًا من C إلى T. عُثِر على L223 على كروموسوم Y عند rs13304806.
الفئة الفرعية G-M286 (M286+) صغيرة مقارنة بـ G-L91. تم التعرف على هذه العينات في إنجلترا وألمانيا والجبل الأسود (البوسنيين منهم) وإسبانيا وقبرص اليونانية وتركيا وأرمينيا وجورجيا ولبنان وسوريا والكويت. تحتوي العينات البريطانية على قيم مزدوجة غير متناسقة لعلامة STR DYS19 في كثير من الحالات. وقد تم التعرف على M286 لأول مرة في جامعة ستانفورد في موضع الكروموسوم 21151187، وهو عبارة عن طفرة من G إلى A.
تم التعرف على المجموعة L293 والذي ميز الفئة الفرعية الثالثة في يونيو 2010 في فاميلي تري. وهي تشمل مجموعة صغيرة من الرجال من أصل إسباني الذين لديهم جميعًا حتى الآن القيمة الفردية البالغة 13,21 عند علامة YCA. عُثِر على الطفرة على كروموسوم Y عند 10595022 وهي عبارة عن تغيير من G إلى C

### G2a2b (L30، PF3267، S126، U8)
G-L30 (أيضًا G-PF3267 أو G-S126 أو G-U8؛ G2a2b، G2a3 سابقًا) يمثل الرجال الذين ينتمون إلى هذه المجموعة أيضًا جُزءًا منها، ولكنهم سلبيون لجميع فئاتها الفرعية عددًا صغيرًا اليوم. عُثِر على هذه المجموعة الفردانية في هيكل عظمي من العصر الحجري الحديث يعود تاريخه إلى حوالي 5000 قبل الميلاد، في مقبرة درينبورغ، ألمانيا، والتي تشكل جزءًا من ثقافة الفخار الخطي، المعروفة باللغة الألمانية باسم لينيرباندكيراميك (LBK)، ولكن لم يتم اختبارها لـ G2a3 الفئات الفرعية.

### G2a2b1 (M406)
يبدو أن G-M406* (G2a2b1*؛ سابقًا G2a3a*) وفئاتها الفرعية هي الأكثر شيوعًا في تركيا والمناطق الساحلية لشرق البحر الأبيض المتوسط حيث يمكن أن تشكل ما يصل إلى 5% من جميع الماركات و50% من عينات المجموعة الفردانية G. يعد G2a2b1 أكثر شيوعًا في جنوب أوروبا منه في شمال أوروبا. في أوروبا - باستثناء إيطاليا - يشكل G2a2b1 أقل من 20% من عينات G. نادرًا ما ظهرت المجموعة G2a2b1 حتى الآن في شمال إفريقيا أو جنوب آسيا، إلا أنها مع ذلك تمثل نسبة صغيرة من سكان G في منطقة جبال القوقاز وفي إيران.
وجد الباحثون وجود عينات عالية نسبيًا من الأشخاص G2a2b1 تبلغ قيمتها 21 عند علامة STR DYS390. تبلغ قيمة علامة DYS391 في الغالب 10، ولكن في بعض الأحيان 11، في الأشخاص G2a2b1، وتكون DYS392 دائمًا تقريبًا 11. بينما إذا كانت العينة تستوفي المعايير المشار إليها لهذه العلامات الثلاثة، فمن المحتمل أن تكون العينة هي G2a2b1.

### G2a2b2 (CTS2488)
تم التعرف على G-CTS2488 أو G2a2b2 (المعروف أيضًا باسم G-L141.1؛ سابقًا G-141 وG2a3b) فقط في منتصف عام 2009 في فاميلي تري. ينتمي جميع رجال L141 تقريبًا إلى الفئات الفرعية L141. تم التعرف على عينات من أشخاص من الجزر البريطانية وأصول صقلية وتركية. الأشخاص L141 الذين لا ينتمون إلى أي فئة فرعية L141 حتى الآن لديهم قيمة 11 عند علامة STR DYS490 - وهو اكتشاف نادر في فئات G الأخرى. عُثِر على طفرة L141 على كروموسوم Y عند 2948607. تتضمن طفرة L141 إدخالًا.

### G2a2b2a (G-P303)
المجموعة G-P303*، والمعروفة أيضًا باسم G2a2b2a* (كانت تدعى سابقًا G2a3b1*)، وتتركز فئاته الفرعية الآن في جنوب روسيا والقوقاز، بينما يتواجد على المستويات الأدنى، في أجزاء أخرى من أوروبا وجنوب غرب آسيا، وخاصة منطقة تشمل تركيا وإيران والشرق الأوسط حيث ربما نشأت G2a2b2a. عُثِر على G2a2b2a أيضًا في الهند.
ينتمي غالبية أفراد المجموعة G-P303 إلى إحدى فئاتها الفرعية، وليس إلى G-P303*
أكبر فئة فرعية من هذه المجموعة هي G-P303* استنادًا إلى العينات المتاحة هي الفئة التي يمتلك فيها جميع الأشخاص تقريبًا قيمة 13 عند علامة STR DYS388. يشمل SNP L497 هؤلاء الرجال، لكن معظم رجال G-L497 ينتمون إلى فئتها الفرعية G-Z725، والمعروفة أيضًا باسم G-DYS388=13. هنالك فئات فرعية إضافية من DYS388 = 13 رجلًا تتميز بوجود تعدد الأشكال (SNP) محدد أو شذوذات علامة STR غير الشائعة. وقد عُثِر على أعضاء هذه المجموعة في أوروبا والشرق الأوسط.
تتميز الفئة الفرعية الأكبر من G-P303 بوجود طفرة U1. ومع ذلك، فإن نسبة عالية من الرجال في طفرة U1 ينتمون إلى فئتين فرعيتين، G-L13/S13 وZ1266 (G2a3b1a1b). الفئة الفرعية G-L13 هي الأكثر شيوعًا في شمال وسط أوروبا، وG-Z1266 هي الأكثر شيوعًا في جبال القوقاز الغربية.
تتميز الفئة الفرعية الرئيسية النهائية بوجود SNP Z1903 وبقيمة 9 عند العلامة DYS568. تنتمي نسبة عالية من رجال G-Z1903 إلى فئتها الفرعية G-Z724.
أعلى نسبة من الأشخاص G-P303 في مجموعة سكانية منفصلة تم وصفها حتى الآن موجودة في جزيرة إيبيزا قبالة الساحل الشرقي لإسبانيا. تم ربط هذه المجموعة بالسكان اليهود السريين الذين فروا إلى الجزيرة خلال فترة محاكم التفتيش الإسبانية، والتي يمكن التعرف على جزء كبير منها على أنها G-Z725 (DYS388=13).

### G2a2b2b (PF3359)
كان G-PF3359 (أو G2a2b2b؛ G2a3b2 سابقًا) معروفًا قبل عام 2013 باسم G-L177. تم سحب SNP L177 (المعروف أيضًا باسم L1771.1/ L177_1، L1771.2/L177_2، L177.3/L177_3) كمعرف بواسطة ISOGG في عام 2013، بعد أن "تبين أنه غير موثوق به".
عُثِر على الحمض النووي القديم الذي تم تحديده باسم G-PF3359 في المواقع الأثرية في: دولة المجر (الفئة الفرعية G-F872*)، ويعود تاريخه إلى 7500 سنة قبل الحاضر (BP)؛ المجر (الفئة الفرعية G-F1193*) 7,150 نقطة ضغط، و؛ إسبانيا (G-PF3359*) 4,700 سنة مضت.
من المحتمل أن يكون عدد أعضاء G-PF3359 أقل من عدد الرجال المدرجين في G-P303، ولكن لم يتم إجراء سوى قدر صغير من الاختبارات للطفرات ذات الصلة. حتى الآن، كان الرجال الإيجابيون لهذا من أصول أيرلندية وإنجليزية وهولندية ولبنانية و/أو تركية (اللقب الأرمني). من المحتمل وجود العديد من الفئات الفرعية G-PF3359، بناءً على علامات STR المشتركة.
يشير عدد قيم علامة STR التي تفصل بين الرجال في هذه المجموعة إلى أن G-PF3359 هي مجموعة قديمة نسبيًا على الرغم من العدد الصغير من الرجال المشاركين.[نشر ذاتي؟] قد تكون الطفرات المعنية معقدة ويصعب تفسيرها.
G-M377، المعروف الآن أيضًا باسم G2b1، تم تصنيفه سابقًا باسم G2b وG2c. تمثل مجموعة من اليهود الأشكناز ذوي الصلة الوثيقة جميع الأشخاص من الفئة G2b تقريبًا، مع الإبلاغ عن ثلاثة أنماط فردية أخرى من G2b حتى الآن: تركي واحد من قارص في شمال شرق تركيا بالقرب من أرمينيا، وواحد بشتون، وواحد بوروشو في باكستان.
يمكن أن تشير الندرة الشديدة لـ G-M377 في شمال باكستان إلى أن G2b في هذه المنطقة ينشأ خارج المنطقة وتم إحضاره إلى هناك في الفترة التاريخية، ربما من الغرب (كانت باكستان جزءًا من الإمبراطورية الفارسية الأخمينية، التي غزاها الإسكندر الأكبر)، ثم شكلت جزءًا من المملكة اليونانية البخترية ). هذان النمطان الفرديان الباكستانيان G-M377 المذكوران مختلفان تمامًا عن الفرع الحيوي اليهودي الأشكناز، وبالتالي لا يشيران على الإطلاق إلى أصل مشترك حديث. إن الطراز التركي G-M377 أقرب إلى حد ما، لكنه ليس متطابقًا. ويبقى أن نرى ما إذا كان الاختبار سيكشف عن الأنماط الفردية G-M377 في مجموعات سكانية أخرى - وهذا مؤشر على أن G-M377 يحدث عند مستويات منخفضة في الشرق الأدنى.
جميع رجال G-M377 الذين تم اختبارهم حتى الآن لديهم أيضًا قيمة فارغة نادرة لعلامة DYS425 ، (أليل "T" مفقود من DYS371 المتناظر STR )، نتيجة حدث RecLOH ، وهو اكتشاف لم يتم رؤيته بعد بين معظم أنماط G الفردية الأخرى . ومن بين اليهود في إسرائيل القادمين من العديد من مناطق العالم، شكل G-M377 3.7% في إحدى الدراسات.
عُثِر على المجموعة الفردانية G-M377 بتردد 60% من عينة مكونة من خمسة بشتون في منطقة وردك في أفغانستان. من المحتمل أن يكون هذا بسبب تأثير المؤسس المحلي.

## تعريف SNPs
تحتفظ الجمعية الدولية لعلم الأنساب الجيني (ISOGG) بأحدث نسخة متفق عليها من فئات المجموعات الفردانية. تعتمد هذه التصنيفات على طفرات SNP المشتركة. يمكن أن يؤدي اكتشاف تعدد الأشكال الجديدة إلى تعيين أسماء جديدة لفئات المجموعات الفردانية. لم يكن هناك سوى عدد قليل من فئات G حتى عام 2008 عندما تم إجراء مراجعات رئيسية على الفئات. تم تحديد المزيد من G SNPs في الفترة من 2009 إلى 2012 مما أدى إلى المزيد من التغييرات. حتى عام 2008، تم الإبلاغ عن أشكال G SNPs جديدة من مختبرات في جامعة أريزونا (تسميات P)، أو جامعة ستانفورد (تسميات M) أو جامعة سنترال فلوريدا (تسميات U). ابتداءً من عام 2008، تم تحديد G SNPs إضافية في فاميلي تري (تسميات L) والأصل العرقي (تسميات S). استفادت هذه المختبرات الأخيرة أيضًا من نتائج البيانات الأولية التي أبلغ عنها الأفراد الذين تم اختبارهم لحوالي 2000 SNPs في 23andMe لتقديم اختبارات SNP جديدة مخصصة لـ L أو S. في الفترة 2009-2010، قدم مشروع Family Tree DNA's Walk Through the Y Project، الذي قام بتسلسل شرائح معينة من كروموسوم Y، عددًا من تعدد الأشكال G الجديد مع تعيين L. في عام 2012، بدأت أشكال تعدد الأشكال التي تحمل التصنيف Z كما تم تحديدها لأول مرة من قبل باحثين مواطنين من بيانات مشروع 1000 جينوم في الظهور.
نظرًا لأن تعدد الأشكال (SNP) يوفر الطريقة الأكثر موثوقية للتصنيف، يُسمح لكل منها بتمثيل فئة G الرسمية. الفئات لها حروف وأرقام متناوبة. لكن القيم غير العادية أو مجموعات القيم غير العادية الموجودة عند علامات التكرار الترادفية القصيرة (STRs) يمكن أن توفر أيضًا أساسًا للتصنيف الإضافي. يمكن أن يتطلب تحديد SNP الجديد إعادة تسمية فئة واحدة أو أكثر.
تم التعرف على طفرة M201 SNP التي تميز المجموعة الفردانية G في جامعة ستانفورد وتم الإبلاغ عنها لأول مرة في عام 2001. يتم إعطاء المواصفات الفنية لـ M201 على النحو التالي: refSNPid هو rs2032636 ..... موقع كروموسوم Y 13536923.... التمهيدي إلى الأمام هو tatgcatttgttgagtatatgtc ..... التمهيدي العكسي هو gttctgaatgaaagttcaaacg ..... تتضمن الطفرة تغييرًا من G إلى T.
تم تحديد SNPs التالية حتى الآن على أنها مكافئات M201: L116، L154، L269، L294، L240، P257، L402، L520، L521، L522، L523، L605، Page 94، U2، U3، U6، U7، U12، U17، U20 وU21 وU23 وU33. تم الإبلاغ عن P257 لأول مرة في عام 2008. تم التعرف على L240 في عام 2009. تم تحديد تعدد الأشكال "U" في عام 2006 ولكن لم يتم نشره حتى عام 2009.
بالإضافة إلى ذلك، هناك العديد من أشكال SNP الأخرى التي يُعتقد أنها تتمتع بنفس التغطية مثل M201. عُثِر عليها في: rs9786910، rs9786537، rs2713254، rs35567891 وrs34621155 على كروموسوم Y. ولم تقم أي مختبرات حتى الآن بتعيين أسماء مختصرة لها.

## أعضاء بارزون في G

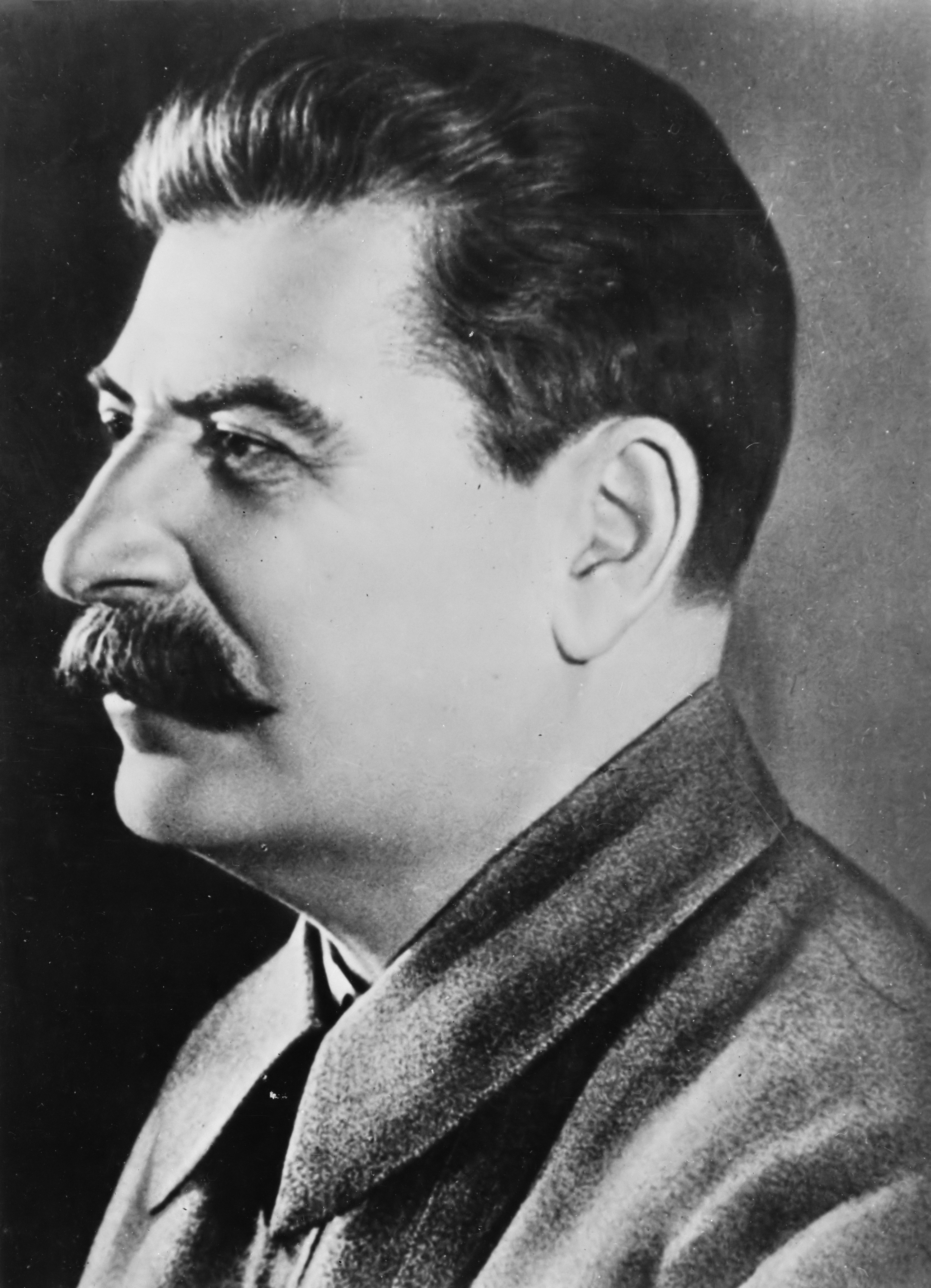
الزعيم السُّوفييتي جوزيف ستالين، وهو من سُلالة G

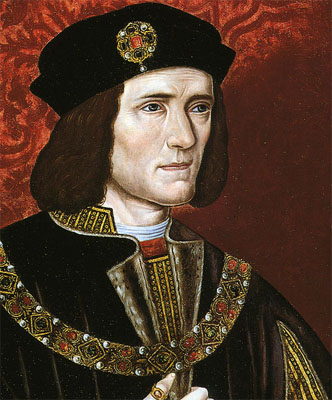
ملك إنجلترا ريتشارد الثالث، أحد المُنتمين إلى السُّلالة G

أظهرت الفحوصات التي أجريت من خلال الاختبار المُباشر أو اختبار أحفادهم وأدلة الأنساب، أن هنالك أسماءً لرجال بارزين في التاريخ ينتمون إلى السُّلالة G، وهم:
- أوتزي، الذي عُثر على رفاته في الحدود الحديثة بين النمسا وإيطاليا، ويعود تاريخه إلى الألفية الرابعة قبل الميلاد في العصر النحاسي، حيث ينتمي إلى السُّلالة الفرعيَّة G-L91 (G2a2b).
- يويا، الجد الأكبر لتوت عنخ آمون ومُستشار الفرعون أمنحتب الثالث. أظهرت التحاليل المُتوقعة انتماؤه إلى السُّلالة G2a.[50]
- ريتشارد الثَّالث، ملك إنجلترا، الذي تم استخراج رفاته عام 2012 قبل إعادة دفنه مباشرة، وهو ينتمي إلى السُّلالة G2 (G-P287).[51]
- لين بانكس، سياسي أمريكي من الحزب الديمقراطي.[52]
- ريتشارد ستوكتون، مُحامي وقاضي بريطاني وأمريكي.[52]
- جوزيف ستالين، حيث أجريت الاختبارات الجينية لحفيده (فاسيلي بن ألكسندر بن جوزيف ستالين بوردونسكي) وأظهرت أنه ينتمي إلى المجموعة الفردانية G2a1a1.[1][53]
- آل كابوني، رجُل عصابات أمريكي وقاتل الرئيس الأمريكي جون كينيدي.[52]
- نجيب إلياس حلبي، رجل أعمال أمريكي من أصل سوري، ووالد الملكة نور الحسين زوجة ملك الأردن الحسين بن طلال.[52]
- جون جي كريمر، أستاذ فيزياء وعالم نووي أمريكي.[52]
- جيمس فرانسيسكوس، مُمثل أمريكي.[52]
- لاري بيرد، لاعب كرة سلَّة أمريكي.[52]
- جيك جيلينهال، مُمثل أمريكي.[52]

## وصلات خارجية
- موقع مشروع هابلوغروب جي
- انتشار المجموعة الفردانية G من ناشيونال جيوغرافيك
- البرنامج التعليمي Haplogroup G من Genebase
- Y-DNA Haplogroup G وفئاتها الفرعية من شجرة الفردوسية ISOGG للعام الحالي
- Y-البحث في المستخدمين باستخدام Haplogroup G[وصلة مكسورة]
- مشروع الحمض النووي للجزر البريطانية
- مشروع Haplogroup G في DNA شجرة العائلة
- مشروع G Arabia في DNA شجرة العائلة